# 列昂尼德·帕斯捷尔纳克
列昂尼德·奥西波维奇·帕斯捷尔纳克（俄语：Леонид Осипович Пастернак，1862年4月3日—1945年5月31日）俄罗斯后印象派画家画家，生于敖德萨正统犹太人家庭，苏联作家鲍里斯·帕斯捷尔纳克之父。1921年前往柏林做手术后流亡海外，1945年逝世于英国牛津。